# 최혁균
최혁균(1997년 6월 18일~)은 대한민국의 배드민턴 선수이다. 밀양시청 소속으로 활동하고 있으며, 2018년 세계 대학 선수권 대회 혼성 단체전에서 동메달을 획득했다.